# Otterbein
Otterbein is een plaats (town) in de Amerikaanse staat Indiana, en valt bestuurlijk gezien onder Benton County en Tippecanoe County.

## Demografie
Bij de volkstelling in 2000 werd het aantal inwoners vastgesteld op 1312.
In 2006 is het aantal inwoners door het United States Census Bureau geschat op 1243, een daling van 69 (-5,3%).

## Geografie
Volgens het United States Census Bureau beslaat de plaats een oppervlakte van
1,5 km², geheel bestaande uit land. Otterbein ligt op ongeveer 211 m boven zeeniveau.

## Plaatsen in de nabije omgeving
De onderstaande figuur toont nabijgelegen plaatsen in een straal van 24 km rond Otterbein.